# Găvănești (okręg Aluta)
Găvănești – wieś w Rumunii, w okręgu Aluta, w gminie Găvănești. W 2011 roku liczyła 778 mieszkańców.